# Errington
Errington est un village situé dans la province de la Colombie-Britannique, sur l'Île de Vancouver.

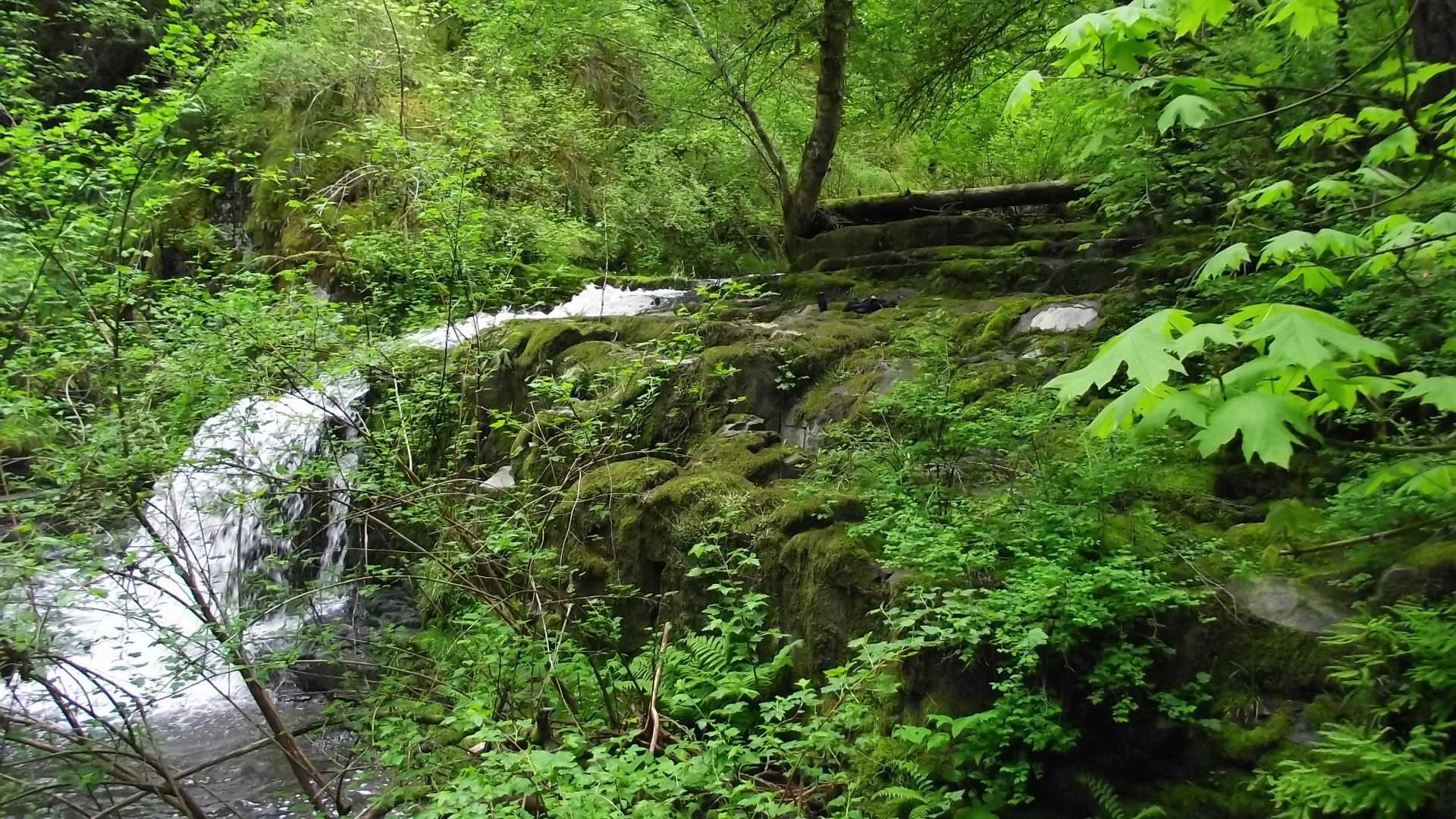
Trois Chutes sur la rivière Englishman près d'Errington